# Antonio Giolitti
Antonio Giolitti (Rome, 12 februari 1915 – aldaar, 8 februari 2010) was een Italiaans politicus. Hij was de kleinzoon van de liberale politicus en eerste minister Giovanni Giolitti.
Giolitti studeerde rechten. Hij ging in 1940 in het verzet en werd lid van de Italiaanse Communistische Partij (PCI). In 1946 werd hij verkozen in de grondwetgevende vergadering en bleef volksvertegenwoordiger tot 1976. In 1946 was hij een tijdje ondersecretaris voor buitenlandse zaken in de tweede regering van Alcide De Gasperi. In 1957 breekt hij met de secretaris van de PCI Palmiro Togliatti en neemt ontslag uit de partij uit onvrede met het standpunt van de partij naar aanleiding van de onderdrukking van de Hongaarse Opstand door de Sovjet-troepen. Hij werd lid van de Socialistische Partij van Italië (PSI). In de periode 1963-1964 is hij minister van begroting in de eerste regering van Aldo Moro (eerste Italiaanse regering met deelname van de socialisten na 1947). Omdat hij als communist beschouwd werd, was hij tussen 1964 en 1970 geen regeringslid.
Giolitti was opnieuw minister van begroting in de periodes 1970-1972 en 1973-1974 in de regeringen van respectievelijk Emilio Colombo en Mariano Rumor. Van 1977 tot 1985 was hij Eurocommissaris belast met Coördinatie structuurfondsen en Regionaal Beleid in de Commissie-Thorn en Commissie-Jenkins. Nadat Bettino Craxi in 1985 tot partijleider werd verkozen, verliet hij de PSI. Van 1987 tot 1992 zetelde hij in de senaat als onafhankelijk kandidaat op de lijst van de Italiaanse communistische partij.